# Szkeleton a 2014. évi téli olimpiai játékokon
A 2014. évi téli olimpiai játékokon a szkeleton versenyszámait a Szanki bob- és szánkóközpontban, Krasznaja Poljanában rendezték február 13. és 15. között.
A férfiaknak és a nőknek is egy-egy versenyszámot rendeztek.

## Naptár
Az időpontok moszkvai idő szerint (UTC+4) és magyar idő szerint (UTC+1) is olvashatóak. A döntők kiemelt háttérrel vannak jelölve.
| Dátum       | Helyi idő   | Magyar idő  | Versenyszám             |
| ----------- | ----------- | ----------- | ----------------------- |
| február 13. | 11:30–13:45 | 8:30–10:45  | női egyes, 1–2. futam   |
| február 14. | 16:30–22:00 | 13:30–19:00 | férfi egyes, 1–2. futam |
| február 14. | 16:30–22:00 | 13:30–19:00 | női egyes, 3–4. futam   |
| február 15. | 18:45–21:15 | 15:45–18:15 | férfi egyes, 3–4. futam |

## Részt vevő nemzetek
A versenyeken 17 nemzet 47 sportolója vett részt.
| Nemzetek               | Férfi indulók | Női indulók | Összesen |
| ---------------------- | ------------- | ----------- | -------- |
| Ausztrália (AUS)       | 1             | 2           | 3        |
| Ausztria (AUT)         | 2             | 1           | 3        |
| Dél-Korea (KOR)        | 2             | 0           | 2        |
| Egyesült Államok (USA) | 3             | 2           | 5        |
| Görögország (GRE)      | 1             | 0           | 1        |
| Írország (IRL)         | 1             | 0           | 1        |
| Japán (JPN)            | 2             | 1           | 3        |
| Kanada (CAN)           | 2             | 2           | 4        |
| Lettország (LAT)       | 2             | 1           | 3        |
| Nagy-Britannia (GBR)   | 2             | 2           | 4        |
| Németország (GER)      | 2             | 3           | 5        |
| Olaszország (ITA)      | 1             | 0           | 1        |
| Oroszország (RUS)      | 3             | 3           | 6        |
| Románia (ROU)          | 1             | 1           | 2        |
| Spanyolország (ESP)    | 1             | 0           | 1        |
| Svájc (SUI)            | 0             | 1           | 1        |
| Új-Zéland (NZL)        | 1             | 1           | 2        |

## Éremtáblázat
(A rendező nemzet csapata eltérő háttérszínnel, az egyes számoszlopok legmagasabb értéke, vagy értékei vastagítással kiemelve.)
| A 2014. évi téli olimpiai játékok éremtáblázata szkeletonban | A 2014. évi téli olimpiai játékok éremtáblázata szkeletonban | A 2014. évi téli olimpiai játékok éremtáblázata szkeletonban | A 2014. évi téli olimpiai játékok éremtáblázata szkeletonban | A 2014. évi téli olimpiai játékok éremtáblázata szkeletonban | Olimpia  |
| ------------------------------------------------------------ | ------------------------------------------------------------ | ------------------------------------------------------------ | ------------------------------------------------------------ | ------------------------------------------------------------ | -------- |
|                                                              | Ország                                                       | Arany                                                        | Ezüst                                                        | Bronz                                                        | Összesen |
| 1.                                                           | Oroszország (RUS)                                            | 1                                                            | 0                                                            | 1                                                            | 2        |
| 2.                                                           | Nagy-Britannia (GBR)                                         | 1                                                            | 0                                                            | 0                                                            | 1        |
|                                                              |                                                              |                                                              |                                                              |                                                              |          |
| 3.                                                           | Egyesült Államok (USA)                                       | 0                                                            | 1                                                            | 1                                                            | 2        |
|                                                              |                                                              |                                                              |                                                              |                                                              |          |
| 4.                                                           | Lettország (LAT)                                             | 0                                                            | 1                                                            | 0                                                            | 1        |
|                                                              |                                                              |                                                              |                                                              |                                                              |          |
| Összesen                                                     | Összesen                                                     | 2                                                            | 2                                                            | 2                                                            | 6        |

## Érmesek
| A 2014. évi téli olimpiai játékok érmesei szkeletonban |                                           |         |                                            |         |                                          |         |
| Versenyszám                                            | Arany                                     | Arany   | Ezüst                                      | Ezüst   | Bronz                                    | Bronz   |
| Férfi                                                  | Alekszandr Tretyjakov · Oroszország (RUS) | 3:44,29 | Martins Dukurs · Lettország (LAT)          | 3:45,10 | Matthew Antoine · Egyesült Államok (USA) | 3:47,26 |
| Női                                                    | Elizabeth Yarnold · Nagy-Britannia (GBR)  | 3:52,89 | Noelle Pikus-Pace · Egyesült Államok (USA) | 3:53,86 | Jelena Nyikityina · Oroszország (RUS)    | 3:54,30 |